# Edgardo Di Meola
Edgardo Roberto di Meola (23 de septiembre de 1950 - 16 de noviembre de 2005) fue un jugador de fútbol argentino que jugó en el club Colón entre 1969 y 1981, del que es una de sus figuras históricas. Fue campeón de la liga santafesina con Colón en 1969 y medalla de oro en los Juegos Panamericanos de 1971.

## Biografía
Se inició en el Club San Cristóbal de la ciudad de Santa Fe. En Colón jugó 242 partidos y marcó 70 goles. Jugó también un partido en la selección argentina, cuando César Luis Menotti era director técnico, el 12 de octubre de 1974, contra España (1-1). También jugó en River Plate, Gimnasia y Esgrima La Plata, Tigre y The Strongest de Bolivia.

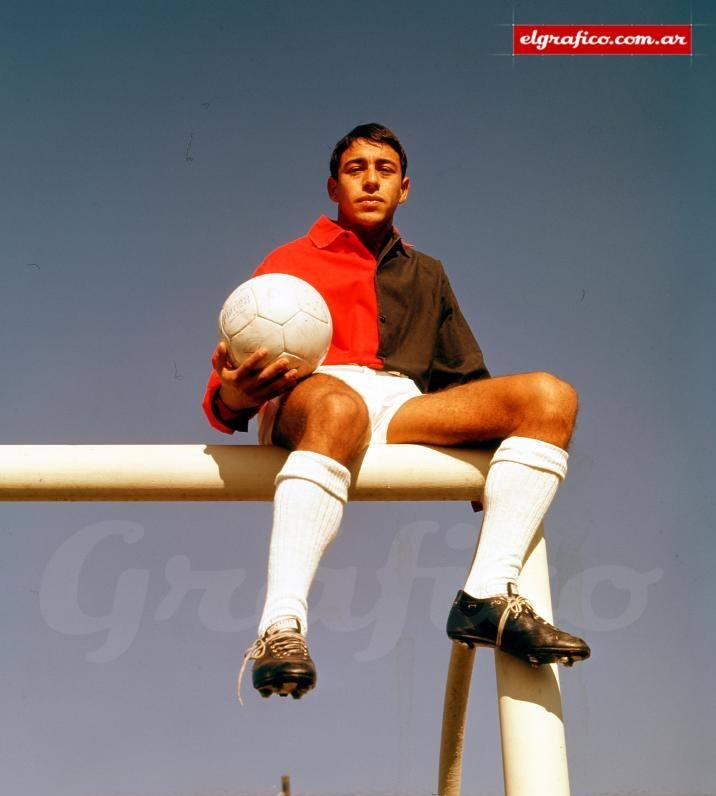
Di Meola marcó 70 goles en 242 partidos con Colón

Durante muchos años fue el goleador histórico de Colón, hasta que fue suparado por Esteban Fuertes. Jugando para el seleccionado nacional juvenil, fue goleador de los Juegos Panamericanos de 1971 en Cali, donde la Argentina salió campeón. Jugó en River Plate, Gimnasia y Esgrima de La Plata. En 1981 fue suspendido 25 fechas por un escándalo en el partido en el que Colón descendió. Jugó luego en The Strongest de Bolivia. En 1985 jugó al futsal en Europa.
Como director técnico dirigió la Universidad Autónoma de Bolivia en Santa Cruz de La Sierra, junto a Ricardo Centurión, saliendo subcampeón.
Fue padre de dos hijos: Edgardo Alfredo y Mariano Roberto Di Meola, que llevan la humildad, la sencillez y hasta la sonrisa de la Chiva.

## Trayectoria
| Club                        | País      | Año       |
| --------------------------- | --------- | --------- |
| Colón                       | Argentina | 1969-1971 |
| River Plate                 | Argentina | 1972-1974 |
| Gimnasia y Esgrima La Plata | Argentina | 1975      |
| Colón                       | Argentina | 1976-1979 |
| Tigre                       | Argentina | 1980      |
| Colón                       | Argentina | 1981      |
| Estudiantes (Río Cuarto)    | Argentina | 1982-1983 |
| The Strongest               | Bolivia   | 1984      |

| Club                        | Partidos | Goles |
| --------------------------- | -------- | ----- |
| Colón                       | 242      | 70    |
| River Plate                 | 44       | 8     |
| Gimnasia y Esgrima La Plata | 75       | 11    |
| Tigre                       | ?        | ?     |
| Estudiantes (Río Cuarto)    | ?        | ?     |
| The Strongest               | ?        | ?     |

## Títulos
- Colón: campeón de la liga santafesina en 1969.
- Selección juvenil: medalla de oro en los Juegos Panamericanos de 1971.

## Curiosidades
- Él y su familia era toda simpatizante del club Unión de Santa Fe, acérrimo rival de Colón. Cuando Di Meola jugó su primer partido contra Unión, ganando con un gol suyo, la madre lo echó de la casa. Siempre decía en la intimidad que era hincha de Unión, " pero a coloncito lo quiero, me dio todo".[1]